# ۱۹ ژوئیه
۱۹ ژوئیه در تقویم گرگوری، ۲۰۰مین (در سال‌های کبیسه دویست و یکمین) روز سال است. ۱۶۵ روز تا پایان سال باقی است.

## رویدادها
- ۶۴ - آتش‌سوزی بزرگ رم، آغاز آزار مسیحیان در روم.
- ۱۹۶۰ - تهران - فرستنده سد کیلوواتی موج کوتاه رادیو ایران گشوده می‌شود.
- ۱۹۶۲ - تهران  - محمد رضا شاه پهلوی، اسدالله علم را به نخست وزیری منصوب می‌کند.

## زادروزها
- ۱۸۱۴ - ساموئل کلت، صنعتگر و مخترع آمریکایی.
- ۱۸۱۹ - گوتفرید کلر، نویسنده و شاعر اهل سوئیس.
- ۱۸۳۴ - ادگار دگا، نقاش فرانسوی.
- ۱۸۶۸ - فلورانس فاستر جنکینز، خواننده آمریکایی.
- ۱۹۱۳ - کی لیناکر، بازیگر آمریکایی.
- ۱۹۳۰ - ولادیمیر مایاکوفسکی شاعر و فوتوریست روسی.
- ۱۹۴۱ - ویکی کار، خواننده و موسیقی‌دان اهل آمریکا.
- ۱۹۴۷ - برایان می، موسیقی‌دان و تهیه کننده موسیقی انگلیسی.
- ۱۹۶۰ - آتوم اگویان، کارگردان، تهیه کننده و فیلم‌نامه‌نویس ارمنی-کانادایی.
- ۱۹۶۱ - کمبل اسکات، بازیگر آمریکایی.
- ۱۹۶۴ - ماساهیکو کوندو، خواننده اهل ژاپن.
- ۱۹۶۵ - کلاوس-دیتر وولیتز، بازیکن فوتبال اهل آلمان.
- ۱۹۶۷ - یائیل ابکاسیس، مدل و بازیگر اهل اسرائیل.
- ۱۹۷۰ - نیکولا استورجن، سیاستمدار کانادایی.
- ۱۹۷۲ - ابه ساند، بازیکن فوتبال اهل دانمارک.
- ۱۹۷۶ - بندیکت کامبربچ، بازیگر بریتانیایی.
- ۱۹۷۹ - ژوزوئه، بازیکن فوتبال اهل برزیل.
- ۱۹۸۰ - کریس سولیوان، بازیگر آمریکایی.
- ۱۹۸۱ - نِنه، بازیکن فوتبال اهل برزیل.
- ۱۹۸۲ - 
  - جرد پادالکی، بازیگر آمریکایی.
  - آویخای ادرعی، نظامی اسرائیلی. [۱]
- ۱۹۸۳ - هلن اسکلتون، بازیگر انگلیسی.
- ۱۹۸۴ - اندریا لیبمن، بازیگر و صدا پیشه اهل کانادا.
- ۱۹۸۶ - لئاندرو گرکو، بازیکن فوتبال اهل ایتالیا.
- ۱۹۸۸ - کوین گروسکرویتس، بازیکن فوتبال اهل آلمان.
- ۱۹۹۱ - ارای ایشجان، بازیکن فوتبال اهل ترکیه.

## مرگ‌ها
- ۱۳۷۴ - فرانچسکو پترارک، شاعر، نویسنده و تاریخ‌نگار ایتالیایی.
- ۱۴۱۵ - فیلیپا لنکستر، ملکه پرتغال از سال ۱۳۸۷ تا سال ۱۴۱۵ میلادی.
- ۱۸۳۸ - پیر لویی دولن، شیمی‌دان و فیزیک‌دان اهل فرانسه.
- ۱۹۴۷ - آنگ سان، سیاستمدار اهل میانمار.
- ۱۹۵۷ - کورتزیو مالاپارته نویسنده و خبرنگار ایتالیایی.
- ۱۹۸۲ - هیو اورت، فیزیک‌دان آمریکایی.
- ۲۰۱۲ - توماس جیمز دیویس، بازیگر و کمدین آمریکایی.
- ۲۰۱۲ - عمر سلیمان، سیاستمدار مصری.
- ۲۰۱۳ - مل اسمیت، بازیگر و کارگردان اهل بریتانیا.
- ۲۰۱۴ - جیمز گارنر، بازیگر آمریکایی.
- ۲۰۱۵ - گالینا پروزومنخکیکوا، شناگر اهل روسیه.
- ۲۰۱۹ - روتخر هاور، بازیگر هلندی.
- ۲۰۲۴ - نگوین فو ترونگ، سیاستمدار اهل ویتنام.